# Eotirídids
Els eotirídids (Eothyrididae) són una família extinta de sinàpsids que visqueren durant el Permià inferior en allò que avui en dia és Nord-amèrica. Eren caseasaures petits i de dieta carnívora. Tenien la morfologia del crani força plesiomorfa en comparació amb altres sinàpsids. La presència de dos parells de dents caniniformes a la mandíbula és un exemple molt primerenc d'heterodòncia en els sinàpsids. Són els sinàpsids primitius menys coneguts amb diferència.